# Паспорт громадянина Сент-Кіттс і Невісу

Розташування Сент-Кітс і Невіс

Паспорт громадянина Сент-Кіттс і Невісу видається громадянам Сент-Кіттс і Невіс для міжнародних поїздок. До 1983 року Сент-Кіттс і Невіс був частиною Сполученого Королівства. Даний паспорт є одним з паспортів CARICOM, оскільки Сент-Кіттс і Невіс є членом Карибської співдружності.

## Програма громадянства в обмін на інвестиції
В 1984, Сент-Кітс і Невіс ввели імміграційну програму для інвесторів. Станом на березень 2015 року Сент-Кіттс і Невіс є найпопулярнішим місцем для купівлі паспорта; за 250 000$ новий громадянин купує безвізовий в'їзд в 132 країни, без вимоги жити або навіть відвідати цю країну. Існує обмежене розкриття фінансової інформації, дохід і приріст капіталу не обкладаються податком.

## Зовнішні посилання
- Citizenship by Investment from the Office of the Prime Minister of Saint Kitts and Nevis (англ.)

| Прапор Сент-Кіттс і Невісу | Це незавершена стаття про Сент-Кіттс і Невіс. Ви можете допомогти проєкту, виправивши або дописавши її. |